# Кирилловская улица (Киев)
Кири́лловская у́лица (укр. Кири́лівська ву́лиця) — улица в Подольском районе города Киева, местности Подол, Куренёвка. Пролегает от Ярославской до Белицкой улицы. Продолжением улицы является Вышгородская улица.
Примыкают улицы Щекавицкая; Цимлянский переулок; улицы Введенская улица; Оболонская; Старозагоровская; Нижнеюрковская; Юрковская; Еленовская; Мыльный переулок (дважды); Заводская улица; Богуславский спуск; улицы Нахимова; Викентия Хвойки; спуски Смородинский; Подольский; улицы Тульчинская; Алексея Терехина; Елены Телиги; Куренёвский парк; улицы Петропавловская; Рылеева; проспект Степана Бандеры; Куренёвская улица; Сахарный переулок; Сырецкая улица; Петропавловская площадь и Бондарский переулок.
На Кирилловской улице в середине парка неподалёку от Кирилловского монастыря находится Кирилловская гора.

## История

Адресные таблички с названиями «Фрунзе» и «Кирилівська» на одном и том же доме

С XVIII века улица фигурировала под названием Плоская (название происходит от исторической местности Плоское). В 1869 году улица стала называться Кирилловская (по названию Кирилловского монастыря).
Во 2-й половине XIX века часть улицы между Еленовской улицей и Куренёвкой начала застраиваться преимущественно промышленными предприятиями — здесь возникли кирпичные заводы, существовали большие пивзаводы. В 1891 году по улице был проложен один из двух маршрутов конки. В 1896 году трамвайная линия была электрифицирована и проходит здесь и поныне, являясь старейшей трамвайной линией города.
Не позднее 1930 года переименовали в улицу Фрунзе, в честь М. В. Фрунзе. После попадания в опалу советского наркома внутренних дел Н. И. Ежова, в 1939 году к улице Фрунзе присоединили улицу им. Ежова (ранее называемую Куренёвской улицей, известную со 2-й половины XIX века как центральная дорога Куренёвки, в 1937—1939 годах — им. Ежова), а также часть Вышгородской улицы.
22 января 2015 года на сессии Киевсовета было принято решении о возвращении улице исторического названия — Кирилловская. Решение было официально опубликовано и вступило в силу 27 февраля.
На улице Кирилловской, дома № 59 — 61, раскопана Кирилловская стоянка позднего палеолита.

## Предприятия
- Школа № 17 (дом № 8)
- завод «Фармак» (дом № 63)[4]
- Хлебзавод № 7, теперь Галерея «Хлебзавод» (дом № 65-б)
- Консульство Республики Боливия (дом № 85)
- Школа № 114 (дом № 87/89)
- Больница № 1 (дом № 103)
- Стадион «Спартак» (дом № 105)
- Больница № 15, стаціонар № 2 (дом № 107)
- Библиотека им. Ивана Франко (дом № 117)
- Стоматологическая поликлиника Подольского района (дом № 119/1)
- Отделение связи № 73 (дом № 152)
- Отделение Нова Пошта №181 (дом №64)